# Samuel Foote

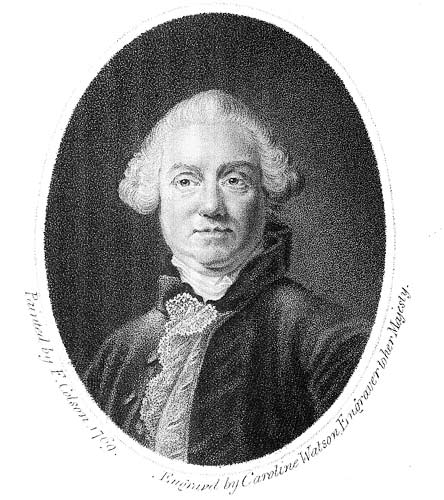
Samuel Foote 1769

Samuel Foote (* 27. Januar 1720 in Truro, Cornwall; † 21. Oktober 1777 in Dover) war ein englischer Schauspieler und Dramatiker.

## Leben
Foote stammte aus einer wohlhabenden Familie, seine Mutter war Eleanor Goodere. Nach Beendigung seiner Schulzeit in Worcester immatrikulierte sich Foote am Worcester College in Oxford, um Jura zu studieren. Dieses Studium brach er nach wenigen Semestern ohne Abschluss ab und ging nach London.
In dieser Zeit beerbte Foote seinen Onkel Sir John Dinely Goodere, als dieser von einem Verwandten ermordet wurde. Als Foote nach einigen Jahren das Erbe ganz und gar verprasst hatte, schloss er sich in London einer Schauspieltruppe an. Mit 23 Jahren debütierte Foote 1744 als Schauspieler in William Shakespeares Othello, war aber nicht recht erfolgreich. Mit den Jahren ließ der Erfolg dann doch nicht auf sich warten, was dazu führte, dass sich Foote selbstständig machen konnte. 1747 gründete er das Theatre Royal Haymarket mit einem eigenen Ensemble und inszenierte dort überwiegend seine eigenen Stücke.
Gerade in seinen Komödien schrieb sich Foote seine Rollen auf den Leib, in denen die Satire nie zu kurz kam. Allgemein bekannte Persönlichkeiten charakterisierte er gekonnt, indem er sie in seinen Stücken an passender Stelle persiflierte. Damit prangerte Foote aber auch satirisch gesellschaftliche Missstände an. Nach einem komplizierten Beinbruch mit 45 Jahren konnte Foote nicht mehr als Schauspieler auftreten. Aber er führte sein Theater weiter, inszenierte und schrieb vor allen Dingen Theaterstücke.
Insgesamt sind 22 Stücke überliefert, überwiegend Lustspiele und Possen, welche sich vor allem durch Witz und Temperament auszeichnen. Zu einem kleinen Skandal kam es 1760, als Foote mit The minor die Kirche im Allgemeinen und speziell die Methodisten angriff; ebenso 1772, als mit The nabob die Ausbeutung Indiens durch die East India Company angeprangert wurde.
1775 versuchte Foote, Elizabeth Chudleigh mit seinem Stück A trip to Calais zu erpressen, da er sie darin als Bigamistin bloßstellte. Chudleigh war nicht bereit, die vollen 2000 Pfund Sterling zu zahlen, die Foote forderte, und suchte Unterstützung bei ihren Peers. Foote wurde die Aufführung untersagt, woraufhin er ebenfalls politische Unterstützer aufrief und an die Öffentlichkeit ging. Chudleighs Fall wurde in einem aufsehenerregenden Prozess ab April 1776 verhandelt und sie als Bigamistin verurteilt. Im Gegenzug rächte sich Chudleigh mit einer Kampagne, die ihn als homosexuellen „Sodomisten“ bloßstellte. Die Anschuldigungen fanden vor Gericht keine Bestätigung, Footes Ruf war allerdings nachhaltig beschädigt.
Samuel Foote führte sein Theatre-Royal bis kurz vor seinem Tod am 21. Oktober 1777 in Dover. Er starb mit 57 Jahren.

## Werke
- The author
- The bankrupt
- The capuchin
- Commisary
- The cozeners
- Devil upon two sticks
- The doctor ladt in his chariot
- An Englishman in Paris
- The Englishman returned from Paris (1756)
- The knights
- Know your own mind
- Lame lover
- The liar
- Maid of Bath
- The mayor of Garrat
- The minor
- The nabob
- The orators
- The patron
- Taste. (1752)
- Three weeks after marriage
- A trip to Calais
- A treatise on the passions so far as the regard the stage. AMS Press, New York 1973, ISBN 0-404-02448-3 (Repr. d. Ausg. London 1747)